# Piper amalago
Piper amalago är en pepparväxtart som beskrevs av Carl von Linné. Piper amalago ingår i släktet Piper och familjen pepparväxter.

## Underarter
Arten delas in i följande underarter:
- P. a. ceanothifolium
- P. a. medium
- P. a. nigrinodum
- P. a. variifolium